# Группа тридцати
«Группа тридцати» (англ. The Group of Thirty; G30) — международная организация, объединяющая финансистов и экономистов.
Цель группы: углублённое изучение финансовых и экономических проблем; анализ последствий решений принятых в этом секторе на общественную и частную сферы.
Группа включает 30 участников, среди которых главы частных и центральных банков, крупнейшие академические экономисты. Группа проводит два общих собрания ежегодно. Офис группы расположен в Вашингтоне.
Группа была основана в 1978 году Дж. Беллом при участии Рокфеллеровского фонда.
В настоящее время членами группы являются известные экономисты: Д. Кавальо, М. Фельдстейн, П. Кругман, К. Рогофф, Л. Саммерс, М. Уитмен, Э. Седильо, Т. Гейтнер, А. Вебер и др.